# Rheinische Missionskirche (Keetmanshoop)
Die Rheinische Missionskirche in Keetmanshoop ist eine Kirche in Keetmanshoop im Süden Namibias. Sie ist seit dem 9. Juni 1978 ein Nationales Denkmal. Sie ist das älteste Bauwerk der Stadt.
Die aktuelle Rheinische Missionskirche wurde 1895 von den Nama unter Aufsicht von Reverend Tobias Fenchel, einem Missionar der Rheinischen Missionsgesellschaft errichtet, nachdem das alte Bauwerk um 1890 zerstört wurde. Das natürliche Stein-Baumaterial musste aus dem entfernt liegenden Lüderitz herangeschafft werden. Vorlage für das Kirchengebäude war die Heimatkirche von Fenchel in Gambach mit ihrem ebenfalls 30 Meter hohen, quadratischen Kirchturm.

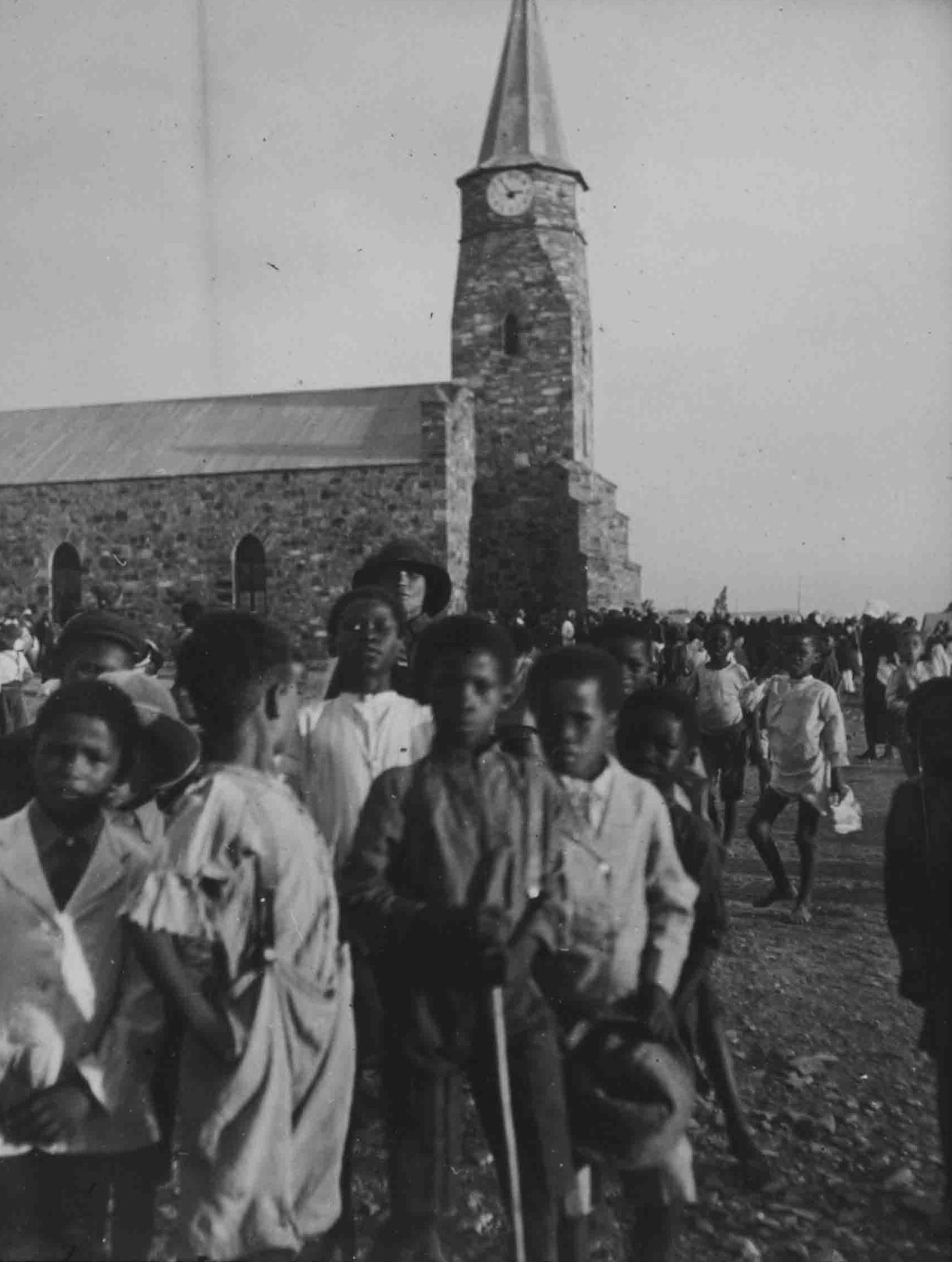
Rheinische Missionskirche um 1920

Von 1930, seit Errichtung einer weiteren Kirche, bis etwa 1961 wurde die Rheinische Missionskirche nur von Schwarzen genutzt. In den darauffolgenden Jahren bis 1979 verfiel die Kirche, ehe sie in ein Museum umgewandelt wurde. 1985 wurde die Kirche von der Stadt von Grund auf saniert.
Die Kirche bietet bis noch heute bis zu 1000 Menschen Platz.